# MUSIC9
MUSIC9（ミュージッキュ）は、2004年4月より旧岐阜エフエム放送で放送されていたラジオ番組（番組枠）である。

## 概要
- コンセプトは「岐阜の人だけが聞ける番組」。
- パーソナリティは岐阜県や東海地方にゆかりのあるアーティストから関東や九州のアーティストまで様々である。
- 2005年10月より放送枠が19時に移動するのに伴い、タイトルも「musicQ」に変更となった。

## MUSIC9時代最後の放送時間とパーソナリティ
月曜
- （21:00 - 21:30）ウエノコウジ
- （21:30 - 21:55）MEGARYU

火曜
- （21:00 - 21:30）BANANA
- （21:30 - 21:55）ケイタク

水曜
- （21:00 - 21:30）湘南探偵団「SLOW LIFE GOES ON」

## パーソナリティの変遷
月曜 21:00 - 21:30
- 2005年1月 - 堂島孝平、2月 - THE BOOGIE JACK、3月 - えちうら、4月 - ウエノコウジ

月曜 21:30 - 21:55
- 2005年8月 - MEGARYU

火曜 21:00 - 21:30
- 2004年8月 - BLACK BOTTOM BRASS BAND、10月-12月 - CHRIS
- 2005年1月 - セブンファクトリー（現・BANANA）

火曜 21:30 - 21:55
- 2005年9月 - ケイタク

水曜 21:00 - 21:30
- 2004年5月 - 藤田恵美（Le Couple）、6月 - THE LOVE、7月 - DEEN、9月 - 角松敏生、10月 - Maria＆椿（15分ずつ）、11月 - 湘南探偵団
2004年11月-2005年3月は「湘南探偵団 岐阜探偵事務所」、2005年4月以降は「湘南探偵団 SLOW LIFE GOES ON」となる（後者はK-MIXでも放送）。

木曜 21:00 - 21:30
- 2004年4月-12月 - 木村慎吾（ラウンドスケープ）
- 2005年1月-2005年3月 - GOING UNDER GROUND

金曜 21:00 - 21:30
- 2005年4月-2005年6月 - GOING UNDER GROUND
L.A.V.の木曜ネットに伴い金曜に移動、3月31日（木）、4月1日（金）の2日連続での放送となった。

| 旧岐阜エフエム放送 月 - 木21時枠                  | 旧岐阜エフエム放送 月 - 木21時枠 | 旧岐阜エフエム放送 月 - 木21時枠            |
| 前番組                                            | 番組名                           | 次番組                                      |
| ------------------------------------------------- | -------------------------------- | ------------------------------------------- |
| L.A.V. ※木曜から順にネット離脱                    | MUSIC9                           | L.A.V. ※木曜から順にネット復活              |
| 岐阜FM 金曜21時枠前半                             |                                  |                                             |
| 国分太一 Radio Box 21:00 - 21:55（19:00 -に移動） | MUSIC9                           | PULSE OF THE WORLD                          |
| 岐阜FM 自社制作・アーティストレギュラー番組       |                                  |                                             |
| 未設置                                            | MUSIC9                           | MusicQ （月曜 - 木曜19:00 - 19:55枠へ移動） |